# Société de natation de Strasbourg
La Société de natation de Strasbourg (S.N.S.) è una società francese che si occupa di sport acquatici, con sede a Strasburgo.
Il club si occupa di nuoto e pallanuoto.

## Pallanuoto
La sezione con più successi è quella pallanotistica maschile, con 5 titoli nazionali ottenuti tutti fra il 1958 e il 1963, ponendosi a metà fra la precedente egemonia del Tourcoing e quella successiva del Marsiglia. A partire dagli anni 2000 la squadra partecipa regolarmente alla massima serie del campionato francese.
In campo femminile non si registrano successi.

### Rosa 2021-2022
| N° |                     | Ruolo | Giocatore         |
| -- | ------------------- | ----- | ----------------- |
|    | Francia (bandiera)  | P     | Tino Dorn         |
|    | Francia (bandiera)  | P     | Hugo Fontani      |
|    | Francia (bandiera)  |       | Lorris Canovas    |
|    | Francia (bandiera)  |       | Marco Chion       |
|    | Francia (bandiera)  |       | Mathias Bachelier |
|    | Francia (bandiera)  |       | Leo Cesca         |
|    | Francia (bandiera)  |       | Nicolas Missy     |
|    | Slovenia (bandiera) |       | David Babič       |
|    | Francia (bandiera)  |       | Léo Vix           |
|    | Croazia (bandiera)  |       | Antonio Buha      |

| N° |                       | Ruolo | Giocatore          |
| -- | --------------------- | ----- | ------------------ |
|    | Francia (bandiera)    |       | Aubin Denux        |
|    | Montenegro (bandiera) |       | Saša Mišić         |
|    | Montenegro (bandiera) |       | Dragan Budjen      |
|    | Italia (bandiera)     |       | Giuseppe Valentino |
|    | Francia (bandiera)    |       | Safwane Ahbate     |
|    | Francia (bandiera)    |       | Kenania Bauer      |
|    | Francia (bandiera)    |       | Remi Dahm          |
|    | Francia (bandiera)    |       | Lasha Lomia        |
|    | Francia (bandiera)    |       | David Mazmaniani   |
|    | Francia (bandiera)    |       | Adam Mehdi         |

### Palmarès
- Campionato nazionale maschile di Francia: 7
  - 1958, 1959, 1960, 1961, 1963, 2018, 2019